# Ільявир
Ільяви́р (рос. Ильявыр) — починок в Кезькому районі Удмуртії, Росія.
Населення — 17 осіб (2010; 22 в 2002).
Національний склад станом на 2002 рік:
- удмурти — 55 %
- росіяни — 45 %